# ال اسپینو (بویاکا)
ال اسپینو (انگلیسی: El Espino, Boyacá) نام یک منطقه مسکونی در کلمبیا است.